# Michaela Hahn
Michaela Hahn (* 19. April 1994) ist eine US-amerikanische Fußballspielerin.

## Karriere

### Verein
Während ihres Studiums an der Florida State University spielte Hahn von 2012 bis 2015 für die dortige Universitätsmannschaft der Florida State Seminoles. Während des im Januar 2016 durchgeführten College-Drafts der NWSL wurde sie in der ersten Runde an Position neun von der Franchise der Western New York Flash ausgewählt. Ihr NWSL-Debüt gab Hahn am 16. April 2016 bei einem 1:0-Sieg über den amtierenden Meister FC Kansas City über die volle Spielzeit. Am Saisonende konnte Hahn mit den Flash den ersten Gewinn der NWSL-Meisterschaft feiern.
Die Saisonvorbereitung 2017 bestritt Hahn noch mit dem Liganeuling North Carolina Courage, der die Mannschaft der Flash in der spielfreien Winterpause übernommen hatte. Noch vor Saisonbeginn 2017 wechselte sie weiter zum Seattle Reign FC, bei dem sie jedoch bis zur Vertragsauflösung im Juli 2017 kein Ligaspiel absolvierte. Nach einem Abstecher zum zyprischen Erstligisten und Champions-League-Teilnehmer Apollon Limassol im zweiten Halbjahr 2017 wechselte Hahn zur Saison 2018 zur Franchise der Houston Dash, wo sie abermals ohne Ligaeinsatz blieb.

### Nationalmannschaft
Mit der U-23-Auswahl der Vereinigten Staaten nahm Hahn 2015 am Sechs-Nationen-Turnier in La Manga teil und kam dort zu zwei Länderspieleinsätzen. Im März 2016 war sie Teil der U-23-Nationalmannschaft beim jährlichen Istrien-Cup und absolvierte dort ihr drittes Länderspiel in dieser Altersklasse.

## Erfolge
- 2016: Gewinn der NWSL-Meisterschaft (Western New York Flash)